# No Substance
No Substance десятий студійний альбом панк-рок гурту Bad Religion. Це третій (чи четвертий, якщо рахувати перевидання Recipe for Hate) реліз на Atlantic Records, та другий студійний альбом без гітариста Бретта Гуревича.
No Substance was anticipated by both music critics and fans as a result of the band's previous worldwide successes with their 1994 major label debut Stranger Than Fiction and its 1996 follow up The Gray Race. Альбом отримав змішані відгуки та небув успішним як попередні релізи гурту. Альбом був перевиданий Epitaph Records 15 вересня 2008.

## Обкладинка альбому
Актриса на обкладинці альбому це Kristen Johnston, відома як дворазова переможниця премії Еммі за роль Sally Solomon у телесеріалі 3rd Rock from the Sun.

## Список композицій
| #   | Назва                                                | Автор                   | Тривалість |
| --- | ---------------------------------------------------- | ----------------------- | ---------- |
| 1.  | «Hear It»                                            | Граффін                 | 1:49       |
| 2.  | «Shades of Truth»                                    | Граффін                 | 4:01       |
| 3.  | «All Fantastic Images»                               | Граффін, Бейкер         | 2:08       |
| 4.  | «The Biggest Killer in American History»             | Граффін                 | 2:14       |
| 5.  | «No Substance»                                       | Граффін                 | 3:04       |
| 6.  | «Raise Your Voice!» (ft. Campino of Die Toten Hosen) | Граффін                 | 2:55       |
| 7.  | «Sowing the Seeds of Utopia»                         | Граффін                 | 2:01       |
| 8.  | «The Hippy Killers»                                  | Граффін                 | 3:01       |
| 9.  | «The State of the End of the Millennium Address»     | Граффін, Бейкер         | 2:22       |
| 10. | «The Voracious March of Godliness»                   | Граффін                 | 2:27       |
| 11. | «Mediocre Minds»                                     | Граффін, Гетсон         | 1:56       |
| 12. | «Victims of the Revolution»                          | Граффін, Бейкер         | 3:17       |
| 13. | «Strange Denial»                                     | Граффін                 | 3:02       |
| 14. | «At the Mercy of Imbeciles»                          | Граффін, Бейкер, Гетсон | 1:34       |
| 15. | «The Same Person»                                    | Граффін, Бейкер, Бентлі | 2:49       |
| 16. | «In So Many Ways»                                    | Граффін                 | 3:04       |

| Japanese Version | Japanese Version | Japanese Version |
| #                | Назва            | Тривалість       |
| ---------------- | ---------------- | ---------------- |
| 17.              | «Dream Of Unity» | 2:50             |

| Bonus B-Side Disc | Bonus B-Side Disc       | Bonus B-Side Disc |
| #                 | Назва                   | Тривалість        |
| ----------------- | ----------------------- | ----------------- |
| 1.                | «Universal Cynic»       | 2:18              |
| 2.                | «Markovian Process»     | 1:30              |
| 3.                | «News From The Front»   | 2:23              |
| 4.                | «Leaders And Followers» | 2:42              |
| 5.                | «Dream Of Unity»        | 2:52              |
| 6.                | «Tested»                | 3:04              |
| 7.                | «The Answer» (Live)     | 3:11              |
| 8.                | «The Dodo»              | 2:10              |
| 9.                | «Follow The Leader»     | 4:28              |

## Учасники запису
- Грег Граффін — вокал
- Грег Гетсон — гітара
- Браян Бейкер – гітара, бек-вокал
- Джей Бентлі – бас-гітара,бек-вокал
- Боббі Шаєр – ударні, перкусія
- Campino з Die Toten Hosen — запрошений вокаліст у «Raise Your Voice!»
- Роні Кімбелл — продюсер, інженірінг
- Алекс Періелас — продюсер, інженірінг
- Gavin Lurssen — мастерінг
- Chris Lord-Alge — змішування
- Jason Arnold — інженірінг
- Mike Dy — інженірінг
- Fred Kevorkian — інженірінг
- Danielle Gibson — art coordination
- Steve Raskin — арт директор, дизайн
- Valerie Wagner — арт директор, дизайн
- Terry Richardson — фото
- Chris Toliver — фото
- Taylor Nidoski — труба